# ストレイトライド
ストレイトライド株式会社 (英称：STRAIGHTRIDE INC) は、東京都新宿区に本社を置く、不動産投資に係るコンサルティングファーム。2012年に現代表取締役の落合豊がストレイト株式会社として設立、2013年にストレイトライド株式会社に名称変更。2015年より不動産事業を開始した。

## 概要
ストレイトライドでは、当初ITベンチャー企業として設立された強みを活かし、IT×不動産をコンセプトに、投資用不動産に特化したコンサルティングファームとして、投資家へのサービスの提供を行っている。
また、運営する不動産投資TOKYOリスタイルでは、「不動産業のカタチをリスタイル(今よりもっと良く)する」ことをモットーに、東京23区・駅近・低価格帯の収益物件の紹介を行っており、業界最速の物件情報の提供や、不動産投資初心者向けの基礎知識コンテンツの掲載などを行っている。
特に、設立メンバーの一人である釜田晃利がこれまでの業界経験で培った「プロの目利き[3]」を数値化した、独自開発の収益物件選定システム『MIKATA(ミカタ)イズム』(後述)が2019年に特許を取得(特許第6489704号)するなど、不動産業者と投資家との間の情報格差の解消に向けた取り組みを進めている。

## 収益物件選定システム『MIKATA(ミカタ)イズム™』
MIKATA(ミカタ)イズム™は、ストレイトライドが独自開発した収益物件選定システムであり、徹底した現地調査をもとに、25の細かい項目を組み合わせ、その物件に投資する妥当性を自動的に数値化することが出来る。
この独自システムが誕生したきっかけは、長年収益不動産業界に身を置いていた釜田が、当時業界において大きな問題であった「不動産業者と投資家との間の情報格差」の解消を思案する中で、「木材加工のエキスパートである大工が、建築材料である木材の木目(もくめ)や節(ふし)を見ただけで最適なものを選ぶことが出来る」ことにヒントを得て、不動産屋である自分自身が「買いたいと思うか」を基準に、プロの目利き力の数値化を目指したことが大きく関わっている。
不動産投資家は、サイト内でこのMIKATA(ミカタ)イズム™を利用することにより、収益物件の詳細な調査情報や、物件購入後の予測収支などの情報を取得することが出来る。

### 評価方法
収益物件の評価にあたっては、特に不動産のプロが重視する25の細かい項目について、図面や現地での詳細な調査を行い、収益性・安定性・リスク回避性の3基準と、それらを合計した総合評価を算出する。具体的な評価項目については以下の通り。
| No. | 項目           | 概要                          | No. | 項目                   | 概要                           |
| --- | -------------- | ----------------------------- | --- | ---------------------- | ------------------------------ |
| 1   | エリア選定     | エリアの人気度                | 14  | 階層                   | 物件の階数                     |
| 2   | 駅力           | 最寄り駅の人気度や乗降客数等  | 15  | 平均家賃との差         | 同エリアの家賃相場との比較     |
| 3   | 駅徒歩         | 最寄り駅から物件までの距離    | 16  | 修繕履歴の有無         | 修繕履歴の有無やその規模等     |
| 4   | 価格の妥当性   | 物件の販売価格の水準          | 17  | 修繕積立金額不足の有無 | 建物全体の積立金の有無         |
| 5   | 家賃の妥当性   | 家賃設定の水準                | 18  | 駅からの距離感及び実測 | 道中の交通量や坂道の有無等     |
| 6   | グロス利回り   | 年間家賃収入÷販売価格         | 19  | 外観1                  | 建物看板・駐輪場・ゴミ置き場等 |
| 7   | ネット利回り   | (年間収入ー必要経費)÷販売価格 | 20  | 外観2                  | エントランス・エレベータ等     |
| 8   | 修繕積立金     | 積立金額の水準                | 21  | 駅周辺                 | 駅利用者の属性や店舗の状況等   |
| 9   | 管理費         | 管理費の水準                  | 22  | 商店街                 | 商店街の有無や人気度等         |
| 10  | 現在の賃貸状況 | 入居者の有無や残存契約期間等  | 23  | 学校・企業数           | 物件周辺の学校や企業数         |
| 11  | 築年数         | 耐震基準適合の有無等          | 24  | 使える路線数           | 複数路線乗り入れの有無等       |
| 12  | 間取り         | 部屋の間取りの種類            | 25  | 快速・急行の有無       | 快速電車や急行電車の利用状況   |
| 13  | 広さ           | 部屋の専有面積                |     |                        |                                |

## 沿革

### 2012年
東京都北区にてストレイト株式会社を創立。システム開発、広告配信、WEBデザインに関する技術支援サービスを開始。

### 2013年
事業拡大に伴いオフィスを東京都渋谷区に移転。
ストレイトライド株式会社に社名変更し商標登録。（商願 2013-65156 2013-65157）

### 2015年
東京都知事免許を取得し不動産事業を開始。
不動産投資TOKYOリスタイルを公開。

### 2016年
収益物件選定基準 MIKATAイズム™ 特許出願。（特願 2016-142212）

### 2017年
業務拡大に伴いオフィスを東京都新宿区に移転。
ユーザーが物件情報を入力すると評価を閲覧できる会員制サービス「MIKATAイズム™ライト」をリリース

### 2018年
不動産情報提供システムの特許を取得

### 2022年
賃貸住宅管理業者として登録